# Сан-Хуан-де-лос-Рейес
Монастырь Сан-Хуан-де-лос-Рейес (исп. Monasterio de San Juan de los Reyes) — католический францисканский монастырь в Толедо, Испания, основанный католическими королями Изабеллой I и Фердинандом II в конце XV века.

## История

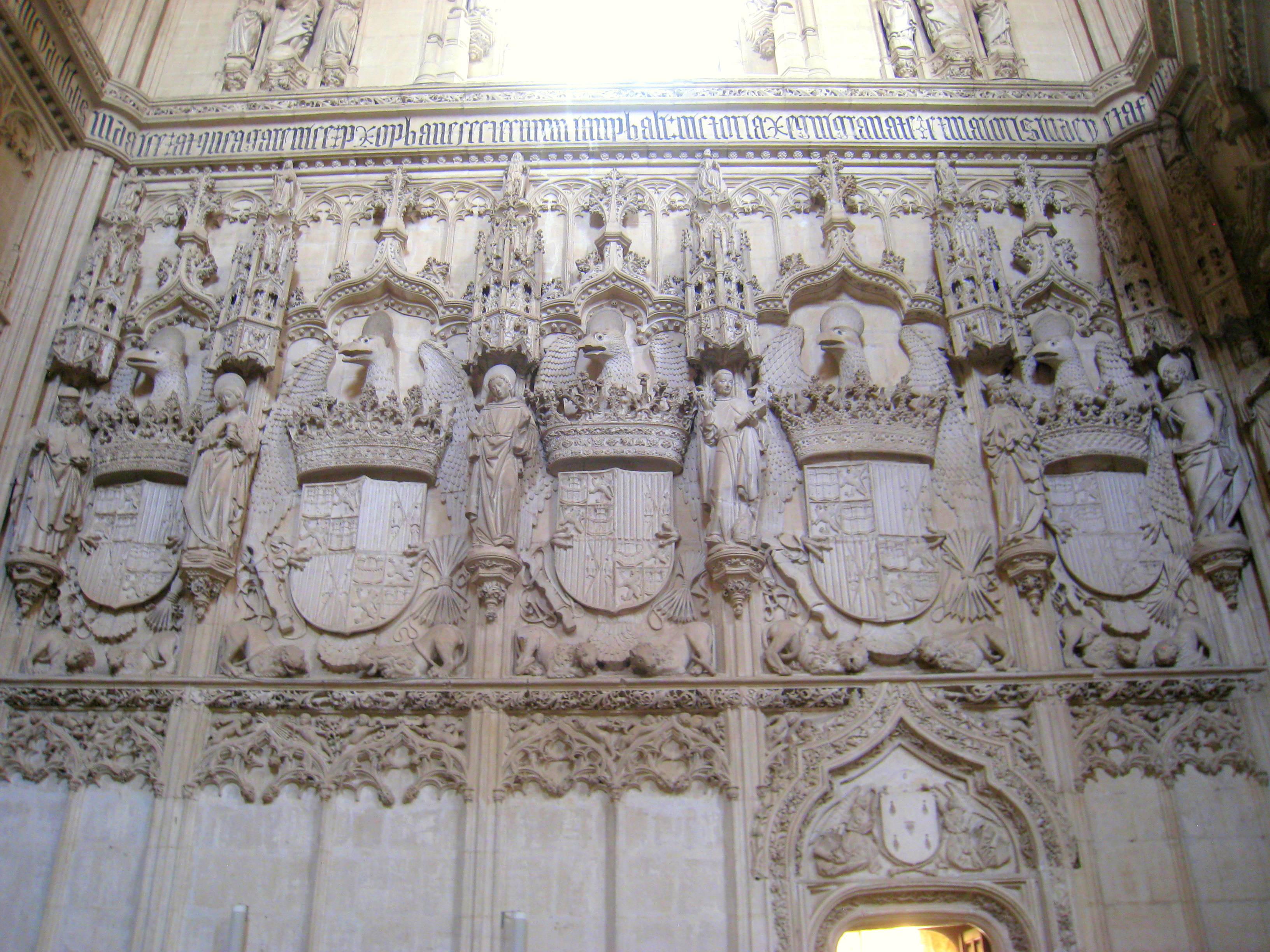
Резные гербы королей на стенах церкви

Монастырь в Толедо основан католическими королями в память победы над португальцами в битве при Торо в 1476 году, которая сыграла большое значение в восхождении Изабеллы на кастильский трон и укреплению королевской власти в Кастилии. Местом для строительства была выбрана западная часть города Толедо на высоком берегу над Тахо неподалёку от ворот Сан-Мартин. Основные строения монастыря были построены с 1477 по 1504 год, главным архитектором был Хуан Гуас. Монастырь освящён в честь апостола Иоанна Богослова, название переводится как «Королевский монастырь Святого Иоанна». С момента основания до наших дней монастырь принадлежит ордену францисканцев.
Изначально монастырь предназначался для усыпальницы королевской четы, поэтому стены монастырской церкви украшены резными гербами и геральдическими щитами королей. Однако после успешного взятия Гранады в 1492 году Изабелла и Фердинанд перенесли место своего упокоения туда.
В 1808 году во время наполеоновских войн французские войска использовали монастырь как казарму и нанесли большой ущерб строениям и внутреннему убранству, впоследствии монастырь был отреставрирован.

## Архитектура

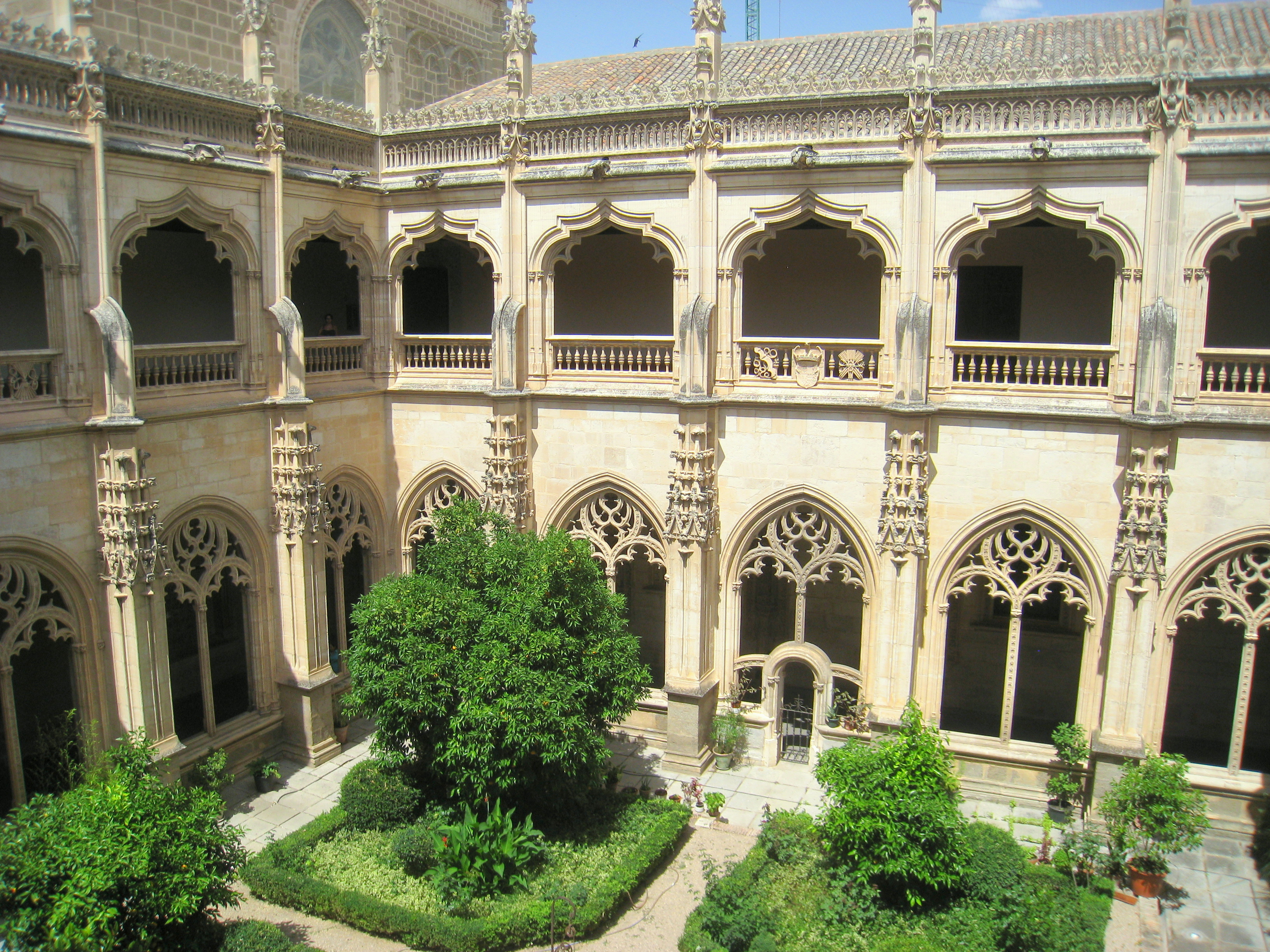
Клуатр

Архитектура монастыря является классическим образцом стиля исабелино, то есть стиля на базе европейской готики, в которой органично преломлены традиции мавританской архитектуры и стиля мудехар.
Особый интерес вызывает двухуровневый клуатр, украшенный готической каменной резьбой. На стенах монастыря висят оковы христианских узников, освобождённых из мавританского плена во время Реконкисты.
Церковь монастыря имеет форму вытянутого латинского креста с короткими рукавами трансепта и удлинённым нефом (55 метров в длину, 12 в ширину и 30 метров в высоту). По бокам расположены капеллы — по три с каждой стороны нефа и ещё две под хорами. Живописное ретабло за главным алтарём создано в XIX веке, оригинальное было утрачено в период наполеоновского нашествия.

## Современное состояние

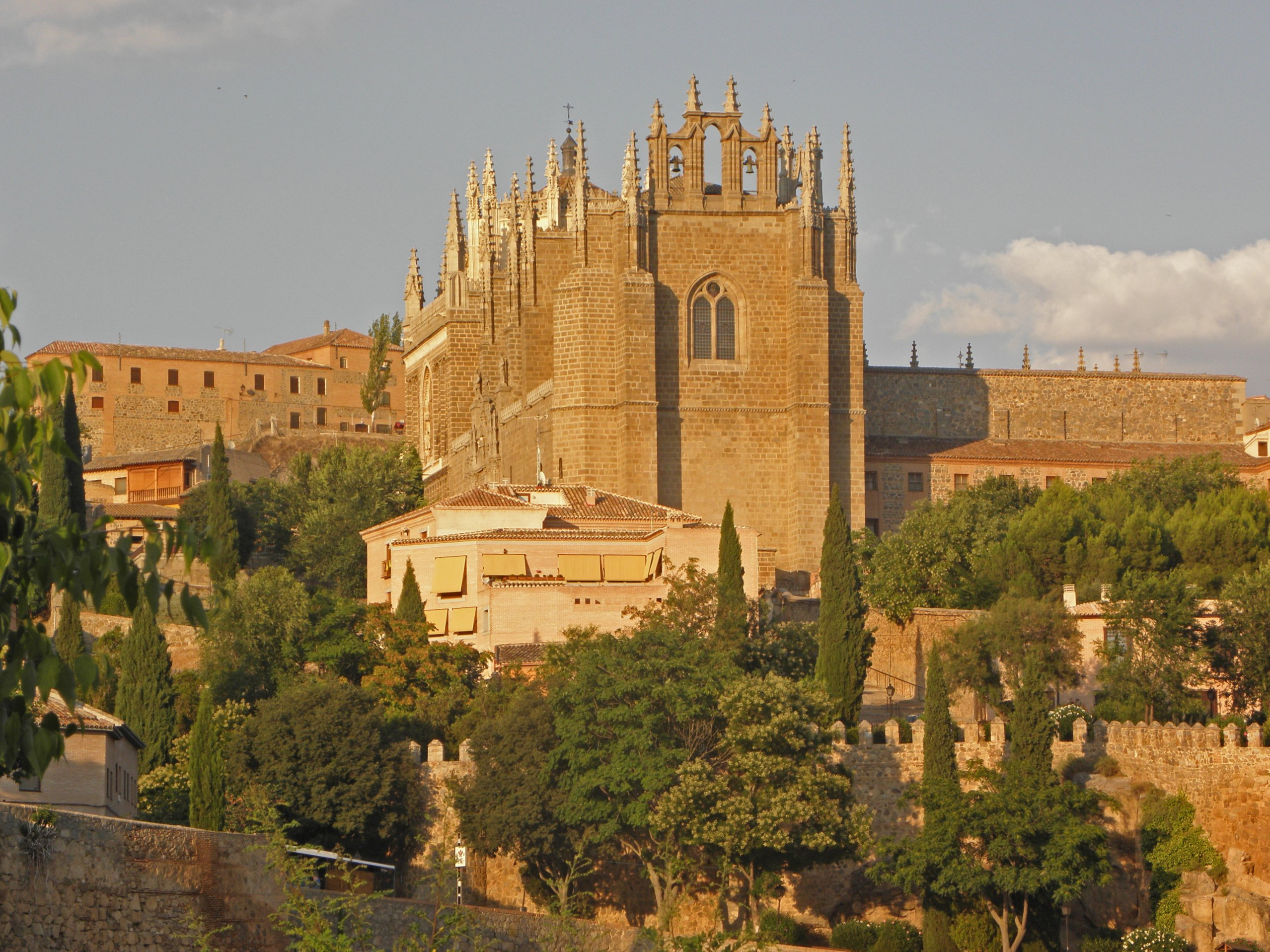
Вид на монастырь со стороны Тахо

Монастырь Сан-Хуан-де-лос-Рейес — действующая обитель ордена францисканцев-обсервантов (O.F.M.). Община насчитывает 11 монахов с вечными обетами, им помогают братья с временными обетами и терциарии.
Для туристов открыта большая часть монастыря, включая клуатр и церковь, посещение туристами платное.